# Liste des ducs de Normandie
 (décembre 2018).
Si vous disposez d'ouvrages ou d'articles de référence ou si vous connaissez des sites web de qualité traitant du thème abordé ici, merci de compléter l'article en donnant les références utiles à sa vérifiabilité et en les liant à la section « Notes et références ».
Le titre de duc de Normandie est porté par différents dirigeants politiques normands, français ou anglais.
Il est pris l'habitude de désigner le chef viking Rollon (911) comme le premier duc de Normandie, même s'il n'était pas désigné ainsi dans les actes officiels, mais seulement comte de Rouen. Le dernier duc est Louis XVII de France (titré à sa naissance en 1785).
Le monarque britannique porte le titre de duc de Normandie encore de nos jours, étant souverain des Îles Anglo-Normandes.

## Origine et histoire du titre
En islandais comme en féroïen, le mot hertogi, hertugi (« duc ») passe pour un emprunt au moyen bas allemand hertōge, hertoch  (allemand : Herzog) ; le suédois moderne hertig résulte du même emprunt au moyen bas allemand. Le premier à porter ce titre est  Birger Jarl (1210-1266), ce qui montre que le titre n'existait pas à l'époque viking.
L'origine du titre est l’année 911, avec la signature de l'acte fondateur du duché de Normandie : le  traité de Saint-Clair-sur-Epte, conclu entre le chef viking Rollon et le roi des Francs Charles III. Il n'y a toutefois pas de trace de ce traité, hormis une vague mention de traité chez Flodoard en 923, et chez Dudon de St-Quentin, mais ce dernier écrit près de 100 ans plus tard.
Les historiens actuels estiment que Rollon était probablement jarl, terme vieux norrois désignant un noble (parfois traduit par dux dans les documents latins de l'époque). Il avait également reçu du roi des Francs les fonctions classiques d’un comte carolingien, c'est-à-dire d'un comte franc, charge qui consistait à assurer la protection et l’administration de justice, dans un rapport de vassalité vis-à-vis du roi. Quelques sources médiévales postérieures l’appellent également duc, comme l’ont été nombre de ses successeurs.
Ses successeurs immédiats porteront également le titre de jarl des Nortmanni (Normands) et de comte des Normands.
Le duché de Normandie retrouvera les limites historiques de la Seconde Lyonnaise, qui sont aussi celles restées constantes de la province ecclésiastique de Rouen, avec la prise, en 933, du Cotentin, de la majeure partie de l'Avranchin et des Îles Anglo-Normandes aux dépens des Bretons.
En 987, lors du couronnement d'Hugues Capet, le duc de Normandie est pair de France, car la Normandie était partie intégrante du royaume de France, contrairement à la Bretagne voisine, dont les chefs n'étaient pas pairs de France et portaient parfois le titre de prince ou de roi. Cependant, le duc de Normandie possède des prérogatives que n'ont pas les autres ducs et comtes du royaume de France, le roi des Francs n'y ayant plus, à la suite du traité de Saint-Clair-sur-Epte, de propriétés ni de droits.
La première apparition du titre ducal (dux Nortmannorum) dans un acte officiel et toujours conservé se trouve dans le privilège accordé par Richard II à l’abbaye de Fécamp, et datant du 30 mai 1006.
En 1008, la frontière avec la Bretagne est déplacée de la Sélune jusqu'au Couesnon, ce qui permet de faire correspondre définitivement la frontière occidentale de la Normandie avec la province ecclésiastique de Rouen.
En 1066, Guillaume le Conquérant ajouta le royaume d’Angleterre à son domaine avec la conquête de l'Angleterre.
En 1204, pendant le règne de Jean sans Terre, le roi de France Philippe Auguste rattache la Normandie continentale à son domaine royal, tandis que la Normandie insulaire continue à faire partie de l'ensemble anglo-normand. Les monarques anglais et leurs successeurs britanniques continuent à porter traditionnellement le titre de duc de Normandie en référence aux îles Anglo-Normandes, mais aussi du fait qu'ils pensent être légalement dépositaires du titre, le roi des Francs ayant rompu le traité initialement conclu avec Rollon en rattachant, par la force, directement la Normandie à son royaume.
Bien qu’Henri III d'Angleterre, fils de Jean sans Terre, n'ait eu guère d'autre choix que de reconnaître la légalité de la possession française de la Normandie continentale (ainsi que du Maine et de l'Anjou) par le traité de Paris de 1259, les monarques anglais qui lui succèdent ont néanmoins tenté de recouvrer leur ancien fief continental, en particulier au cours de la guerre de Cent Ans.
À plusieurs reprises, le duché de Normandie a été donné en apanage à un membre de la famille royale française, notamment par Philippe de Valois à son fils aîné, le futur roi Jean le Bon, qui le donna lui-même à son propre fils, le futur Charles le Sage. Louis XI le donna à son frère Charles, plus connu sous son autre titre de duc de Berry.
Le futur Jacques II d'Angleterre fut même fait « duc de Normandie » par le roi Louis XIV le 31 décembre 1660, quelques mois après la restauration de son frère Charles II au trône d’Angleterre et d’Irlande. Ce dernier étant déjà duc de Normandie insulaire, ayant de surcroît été proclamé roi à Jersey en 1649, le fait d’octroyer ce même titre à Jacques II – en référence à la Normandie continentale – constituait incontestablement un geste politique de la part du Roi-Soleil.
Le fils cadet de Louis XVI et de Marie-Antoinette d'Autriche a aussi reçu le titre de duc de Normandie à sa naissance, avant de devenir Dauphin à la mort de son frère aîné en 1789.

## Ducs de Normandie

### Maison de Normandie(911-1135)
| Rang | Portrait | Nom                                                    | Règne       | Autres titres                  | Épouse(s)                                                                   | Notes                                                                                   |
| ---- | -------- | ------------------------------------------------------ | ----------- | ------------------------------ | --------------------------------------------------------------------------- | --------------------------------------------------------------------------------------- |
| 1    |          | Rollon (860-930)                                       | 911 — 927   | - Comte de Rouen               | - Poppa de Bayeux (de 886 à 912) - Gisèla de France (de 912 à ?)            | - Ou Robert Ier (nom de baptême), jarl des Normands, duc des Normands (Normanorum dux). |
| 2    |          | Guillaume Ier Longue Épée (910-942)                    | 927 — 942   | - Comte de Rouen               | - Sprota - Liutgarde de Vermandois (de 940 à 942)                           | - Jarl des Normands, duc des Normands (Normanorum dux).                                 |
| 3    |          | Richard Ier (930-996)                                  | 943 — 996   | - Comte de Rouen               | - Emma de France (de 960 à 968) - Gunnor de Normandie (de ? à 996)          | - Jarl des Normands, duc des Normands (Normanorum dux), premier à s'intituler marquis.  |
| 4    |          | Richard II (960-1026)                                  | 996 — 1026  | - Comte de Rouen               | - Judith de Bretagne (de 996 à 1017) - Papia d'Envermeu (? à 1026)          | - Il est le premier à prendre le titre de duc de Normandie.                             |
| 5    |          | Richard III (1008-1027)                                | 1026 — 1027 |                                | - Adèle de France (en 1027)                                                 | - Il meurt empoisonné.                                                                  |
| 6    |          | Robert Ier (ou II) le Magnifique (1010-1035)           | 1027 — 1035 |                                | - Arlette de Falaise (de 1027 à 1035)                                       | - Il meurt à Nicée, au retour d'un pèlerinage à Jérusalem.                              |
| 7    |          | Guillaume II le Bâtard ou le Conquérant (1027/28-1087) | 1035 — 1087 | - Roi d'Angleterre (1066-1087) | - Mathilde de Flandre (de 1053 à 1083)                                      |                                                                                         |
| 8    |          | Robert II (ou III) (1051/53-1134)                      | 1087 — 1106 | - Comte du Maine (1063-1069)   | - Sibylle de Conversano (de 1100 à 1103)                                    | - Dit "Courteheuse", capturé et emprisonné à partir de 1106.                            |
| 9    |          | Henri Ier Beauclerc (1068-1135)                        | 1106 — 1135 | - Roi d'Angleterre (1100-1135) | - Mathilde d'Écosse (de 1100 à 1118) - Adélaïde de Louvain (de 1121 à 1135) |                                                                                         |

### Maison de Blois(1135-1144)
| Rang | Portrait | Nom                          | Règne       | Autres titres                                                                                              | Épouse                                  | Notes              |
| ---- | -------- | ---------------------------- | ----------- | --- | --------------------------------------- | ------------------ |
| 10   |          | Étienne de Blois (1092-1154) | 1135 — 1144 | - Comte de Mortain (1112-1135) - Comte de Boulogne (par mariage, 1125-1152) - Roi d'Angleterre (1135-1154) | - Mathilde de Boulogne (de 1125 à 1152) | Neveu d'Henri Ier. |

### Maison Plantagenêt(1144-1204)
| Rang | Portrait | Nom                                 | Règne       | Autres titres | Épouse                                                                            |
| ---- | -------- | ----------------------------------- | ----------- | --- | --------------------------------------------------------------------------------- |
| 11   |          | Geoffroy Plantagenêt (1113-1151)    | 1144 — 1150 | - Comte d'Anjou (1129-1151) - Comte du Maine (1129-1151)                                                              | - Mathilde l'Emperesse (de 1128 à 1151)                                           |
| 12   |          | Henri II Plantagenêt (1133-1189)    | 1150 — 1189 | - Comte d'Anjou(1151-1189) - Comte du Maine (1151-1189) - Duc d'Aquitaine (1152-1189) - Roi d'Angleterre (1154-1189)  | - Aliénor d'Aquitaine (de 1152 à 1189)                                            |
| 13   |          | Richard IV Cœur de Lion (1157-1199) | 1189 — 1199 | - Duc d'Aquitaine (1169-1199) - Comte d'Anjou (1189-1199) - Comte du Maine (1189-1199) - Roi d'Angleterre (1189-1199) | - Bérengère de Navarre (de 1191 à 1199)                                           |
| 14   |          | Jean Sans Terre (1166/67-1216)      | 1199 — 1204 | - Roi d'Angleterre (1199-1216) - Seigneur d'Irlande (1199-1216) - Duc d'Aquitaine (1199-1216)                         | - Isabelle de Gloucester (de 1189 à 1199) - Isabelle d'Angoulême (de 1200 à 1216) |
| 15   |          | Henri III (1207-1272)               | 1216 — 1259 | - Roi d'Angleterre (1216-1272) - Seigneur d'Irlande (1216-1272) - Duc d'Aquitaine (1216-1272)                         | - Éléonore de Provence (de 1236 à 1272)                                           |

## Généalogie des ducs de Normandie
|                                                            |                                                            |                                                            |                                                            |                                                                                     |                                                                                     |                                                                                     |                                                                                     |                                                                                     |                                                                                     |                                                                           |                                                                           |                                                                           |                                                                           |                                                                          |                                                                          |                                                                          |                                                                          |                                                        |                                                        | Rollon 911-931 épouse Popa                                                      |                                                                                 |                                                                                 |                                                                                 |                                                                                 |                                                                                 |                                                       |                                                       |                                                       |                                                       |                                   |                                   |                                    |                                    |                                    |                                    |                                    |                                    |                                  |                                  |                                                  |                                                  |                                                  |                                                  |                                                  |                                                  |  |  |  |  |  |  |  |  |  |  |  |  |  |  |  |  |  |  |  |  |  |  |  |  |  |  |  |  |  |  |  |  |  |  |  |  |  |  |  |  |  |  |
|                                                            |                                                            |                                                            |                                                            |                                                                                     |                                                                                     |                                                                                     |                                                                                     |                                                                                     |                                                                                     |                                                                           |                                                                           |                                                                           |                                                                           |                                                                          |                                                                          |                                                                          |                                                                          |                                                        |                                                        |                                                                                 |                                                                                 |                                                                                 |                                                                                 |                                                                                 |                                                                                 |                                                       |                                                       |                                                       |                                                       |                                   |                                   |                                    |                                    |                                    |                                    |                                    |                                    |                                  |                                  |                                                  |                                                  |                                                  |                                                  |                                                  |                                                  |  |  |  |  |  |  |  |  |  |  |  |  |  |  |  |  |  |  |  |  |  |  |  |  |  |  |  |  |  |  |  |  |  |  |  |  |  |  |  |  |  |  |
|                                                            |                                                            |                                                            |                                                            |                                                                                     |                                                                                     |                                                                                     |                                                                                     |                                                                                     |                                                                                     |                                                                           |                                                                           |                                                                           |                                                                           |                                                                          |                                                                          |                                                                          |                                                                          |                                                        |                                                        |                                                                                 |                                                                                 |                                                                                 |                                                                                 |                                                                                 |                                                                                 |                                                       |                                                       |                                                       |                                                       |                                   |                                   |                                    |                                    |                                    |                                    |                                    |                                    |                                  |                                  |                                                  |                                                  |                                                  |                                                  |                                                  |                                                  |  |  |  |  |  |  |  |  |  |  |  |  |  |  |  |  |  |  |  |  |  |  |  |  |  |  |  |  |  |  |  |  |  |  |  |  |  |  |  |  |  |  |
|                                                            |                                                            |                                                            |                                                            |                                                                                     |                                                                                     |                                                                                     |                                                                                     |                                                                                     |                                                                                     |                                                                           |                                                                           | Guillaume longue Épée 932-942 épouse Liegarde épouse more danico Sprota>  | Guillaume longue Épée 932-942 épouse Liegarde épouse more danico Sprota>  | Guillaume longue Épée 932-942 épouse Liegarde épouse more danico Sprota> | Guillaume longue Épée 932-942 épouse Liegarde épouse more danico Sprota> | Guillaume longue Épée 932-942 épouse Liegarde épouse more danico Sprota> | Guillaume longue Épée 932-942 épouse Liegarde épouse more danico Sprota> |                                                        |                                                        |                                                                                 |                                                                                 |                                                                                 |                                                                                 |                                                                                 |                                                                                 |                                                       |                                                       | Gerloc                                                | Gerloc                                                | Gerloc                            | Gerloc                            | Gerloc                             | Gerloc                             |                                    |                                    |                                    |                                    |                                  |                                  |                                                  |                                                  |                                                  |                                                  |                                                  |                                                  |  |  |  |  |  |  |  |  |  |  |  |  |  |  |  |  |  |  |  |  |  |  |  |  |  |  |  |  |  |  |  |  |  |  |  |  |  |  |  |  |  |  |
|                                                            |                                                            |                                                            |                                                            |                                                                                     |                                                                                     |                                                                                     |                                                                                     |                                                                                     |                                                                                     |                                                                           |                                                                           | Guillaume longue Épée 932-942 épouse Liegarde épouse more danico Sprota>  | Guillaume longue Épée 932-942 épouse Liegarde épouse more danico Sprota>  | Guillaume longue Épée 932-942 épouse Liegarde épouse more danico Sprota> | Guillaume longue Épée 932-942 épouse Liegarde épouse more danico Sprota> | Guillaume longue Épée 932-942 épouse Liegarde épouse more danico Sprota> | Guillaume longue Épée 932-942 épouse Liegarde épouse more danico Sprota> |                                                        |                                                        |                                                                                 |                                                                                 |                                                                                 |                                                                                 |                                                                                 |                                                                                 |                                                       |                                                       | Gerloc                                                | Gerloc                                                | Gerloc                            | Gerloc                            | Gerloc                             | Gerloc                             |                                    |                                    |                                    |                                    |                                  |                                  |                                                  |                                                  |                                                  |                                                  |                                                  |                                                  |  |  |  |  |  |  |  |  |  |  |  |  |  |  |  |  |  |  |  |  |  |  |  |  |  |  |  |  |  |  |  |  |  |  |  |  |  |  |  |  |  |  |
|                                                            |                                                            |                                                            |                                                            |                                                                                     |                                                                                     |                                                                                     |                                                                                     |                                                                                     |                                                                                     |                                                                           |                                                                           |                                                                           |                                                                           |                                                                          |                                                                          |                                                                          |                                                                          |                                                        |                                                        |                                                                                 |                                                                                 |                                                                                 |                                                                                 |                                                                                 |                                                                                 |                                                       |                                                       |                                                       |                                                       |                                   |                                   |                                    |                                    |                                    |                                    |                                    |                                    |                                  |                                  |                                                  |                                                  |                                                  |                                                  |                                                  |                                                  |  |  |  |  |  |  |  |  |  |  |  |  |  |  |  |  |  |  |  |  |  |  |  |  |  |  |  |  |  |  |  |  |  |  |  |  |  |  |  |  |  |  |
|                                                            |                                                            |                                                            |                                                            | Richard Ier 942-996 épouse Emma, fille d'Hugues de France épouse more danico Gonnor | Richard Ier 942-996 épouse Emma, fille d'Hugues de France épouse more danico Gonnor | Richard Ier 942-996 épouse Emma, fille d'Hugues de France épouse more danico Gonnor | Richard Ier 942-996 épouse Emma, fille d'Hugues de France épouse more danico Gonnor | Richard Ier 942-996 épouse Emma, fille d'Hugues de France épouse more danico Gonnor | Richard Ier 942-996 épouse Emma, fille d'Hugues de France épouse more danico Gonnor |                                                                           |                                                                           |                                                                           |                                                                           |                                                                          |                                                                          |                                                                          |                                                                          |                                                        |                                                        |                                                                                 |                                                                                 |                                                                                 |                                                                                 |                                                                                 |                                                                                 |                                                       |                                                       | Raoul d'Ivry                                          | Raoul d'Ivry                                          | Raoul d'Ivry                      | Raoul d'Ivry                      | Raoul d'Ivry                       | Raoul d'Ivry                       |                                    |                                    |                                    |                                    |                                  |                                  |                                                  |                                                  |                                                  |                                                  |                                                  |                                                  |  |  |  |  |  |  |  |  |  |  |  |  |  |  |  |  |  |  |  |  |  |  |  |  |  |  |  |  |  |  |  |  |  |  |  |  |  |  |  |  |  |  |
|                                                            |                                                            |                                                            |                                                            | Richard Ier 942-996 épouse Emma, fille d'Hugues de France épouse more danico Gonnor | Richard Ier 942-996 épouse Emma, fille d'Hugues de France épouse more danico Gonnor | Richard Ier 942-996 épouse Emma, fille d'Hugues de France épouse more danico Gonnor | Richard Ier 942-996 épouse Emma, fille d'Hugues de France épouse more danico Gonnor | Richard Ier 942-996 épouse Emma, fille d'Hugues de France épouse more danico Gonnor | Richard Ier 942-996 épouse Emma, fille d'Hugues de France épouse more danico Gonnor |                                                                           |                                                                           |                                                                           |                                                                           |                                                                          |                                                                          |                                                                          |                                                                          |                                                        |                                                        |                                                                                 |                                                                                 |                                                                                 |                                                                                 |                                                                                 |                                                                                 |                                                       |                                                       | Raoul d'Ivry                                          | Raoul d'Ivry                                          | Raoul d'Ivry                      | Raoul d'Ivry                      | Raoul d'Ivry                       | Raoul d'Ivry                       |                                    |                                    |                                    |                                    |                                  |                                  |                                                  |                                                  |                                                  |                                                  |                                                  |                                                  |  |  |  |  |  |  |  |  |  |  |  |  |  |  |  |  |  |  |  |  |  |  |  |  |  |  |  |  |  |  |  |  |  |  |  |  |  |  |  |  |  |  |
|                                                            |                                                            |                                                            |                                                            |                                                                                     |                                                                                     |                                                                                     |                                                                                     |                                                                                     |                                                                                     |                                                                           |                                                                           |                                                                           |                                                                           |                                                                          |                                                                          |                                                                          |                                                                          |                                                        |                                                        |                                                                                 |                                                                                 |                                                                                 |                                                                                 |                                                                                 |                                                                                 |                                                       |                                                       |                                                       |                                                       |                                   |                                   |                                    |                                    |                                    |                                    |                                    |                                    |                                  |                                  |                                                  |                                                  |                                                  |                                                  |                                                  |                                                  |  |  |  |  |  |  |  |  |  |  |  |  |  |  |  |  |  |  |  |  |  |  |  |  |  |  |  |  |  |  |  |  |  |  |  |  |  |  |  |  |  |  |
| Richard II 996-1027 épouse Judith de Bretagne épouse Papia | Richard II 996-1027 épouse Judith de Bretagne épouse Papia | Richard II 996-1027 épouse Judith de Bretagne épouse Papia | Richard II 996-1027 épouse Judith de Bretagne épouse Papia | Richard II 996-1027 épouse Judith de Bretagne épouse Papia                          | Richard II 996-1027 épouse Judith de Bretagne épouse Papia                          |                                                                                     |                                                                                     | Robert archevêque de Rouen comte d'Évreux                                           | Robert archevêque de Rouen comte d'Évreux                                           | Robert archevêque de Rouen comte d'Évreux                                 | Robert archevêque de Rouen comte d'Évreux                                 | Robert archevêque de Rouen comte d'Évreux                                 | Robert archevêque de Rouen comte d'Évreux                                 |                                                                          |                                                                          | Mauger comte de Corbeil                                                  | Mauger comte de Corbeil                                                  | Mauger comte de Corbeil                                | Mauger comte de Corbeil                                | Mauger comte de Corbeil                                                         | Mauger comte de Corbeil                                                         |                                                                                 |                                                                                 | Hadwige ép. Geoffroy Ier comte de Bretagne                                      | Hadwige ép. Geoffroy Ier comte de Bretagne                                      | Hadwige ép. Geoffroy Ier comte de Bretagne            | Hadwige ép. Geoffroy Ier comte de Bretagne            | Hadwige ép. Geoffroy Ier comte de Bretagne            | Hadwige ép. Geoffroy Ier comte de Bretagne            |                                   |                                   | Mahaut ép. Eudes comte de Chartres | Mahaut ép. Eudes comte de Chartres | Mahaut ép. Eudes comte de Chartres | Mahaut ép. Eudes comte de Chartres | Mahaut ép. Eudes comte de Chartres | Mahaut ép. Eudes comte de Chartres |                                  |                                  | Emma ép. Ethelred d'Angleterre ép. Knut le Grand | Emma ép. Ethelred d'Angleterre ép. Knut le Grand | Emma ép. Ethelred d'Angleterre ép. Knut le Grand | Emma ép. Ethelred d'Angleterre ép. Knut le Grand | Emma ép. Ethelred d'Angleterre ép. Knut le Grand | Emma ép. Ethelred d'Angleterre ép. Knut le Grand |  |  |  |  |  |  |  |  |  |  |  |  |  |  |  |  |  |  |  |  |  |  |  |  |  |  |  |  |  |  |  |  |  |  |  |  |  |  |  |  |  |  |
| Richard II 996-1027 épouse Judith de Bretagne épouse Papia | Richard II 996-1027 épouse Judith de Bretagne épouse Papia | Richard II 996-1027 épouse Judith de Bretagne épouse Papia | Richard II 996-1027 épouse Judith de Bretagne épouse Papia | Richard II 996-1027 épouse Judith de Bretagne épouse Papia                          | Richard II 996-1027 épouse Judith de Bretagne épouse Papia                          |                                                                                     |                                                                                     | Robert archevêque de Rouen comte d'Évreux                                           | Robert archevêque de Rouen comte d'Évreux                                           | Robert archevêque de Rouen comte d'Évreux                                 | Robert archevêque de Rouen comte d'Évreux                                 | Robert archevêque de Rouen comte d'Évreux                                 | Robert archevêque de Rouen comte d'Évreux                                 |                                                                          |                                                                          | Mauger comte de Corbeil                                                  | Mauger comte de Corbeil                                                  | Mauger comte de Corbeil                                | Mauger comte de Corbeil                                | Mauger comte de Corbeil                                                         | Mauger comte de Corbeil                                                         |                                                                                 |                                                                                 | Hadwige ép. Geoffroy Ier comte de Bretagne                                      | Hadwige ép. Geoffroy Ier comte de Bretagne                                      | Hadwige ép. Geoffroy Ier comte de Bretagne            | Hadwige ép. Geoffroy Ier comte de Bretagne            | Hadwige ép. Geoffroy Ier comte de Bretagne            | Hadwige ép. Geoffroy Ier comte de Bretagne            |                                   |                                   | Mahaut ép. Eudes comte de Chartres | Mahaut ép. Eudes comte de Chartres | Mahaut ép. Eudes comte de Chartres | Mahaut ép. Eudes comte de Chartres | Mahaut ép. Eudes comte de Chartres | Mahaut ép. Eudes comte de Chartres |                                  |                                  | Emma ép. Ethelred d'Angleterre ép. Knut le Grand | Emma ép. Ethelred d'Angleterre ép. Knut le Grand | Emma ép. Ethelred d'Angleterre ép. Knut le Grand | Emma ép. Ethelred d'Angleterre ép. Knut le Grand | Emma ép. Ethelred d'Angleterre ép. Knut le Grand | Emma ép. Ethelred d'Angleterre ép. Knut le Grand |  |  |  |  |  |  |  |  |  |  |  |  |  |  |  |  |  |  |  |  |  |  |  |  |  |  |  |  |  |  |  |  |  |  |  |  |  |  |  |  |  |  |
|                                                            |                                                            |                                                            |                                                            |                                                                                     |                                                                                     |                                                                                     |                                                                                     |                                                                                     |                                                                                     |                                                                           |                                                                           |                                                                           |                                                                           |                                                                          |                                                                          |                                                                          |                                                                          |                                                        |                                                        |                                                                                 |                                                                                 |                                                                                 |                                                                                 |                                                                                 |                                                                                 |                                                       |                                                       |                                                       |                                                       |                                   |                                   |                                    |                                    |                                    |                                    |                                    |                                    |                                  |                                  |                                                  |                                                  |                                                  |                                                  |                                                  |                                                  |  |  |  |  |  |  |  |  |  |  |  |  |  |  |  |  |  |  |  |  |  |  |  |  |  |  |  |  |  |  |  |  |  |  |  |  |  |  |  |  |  |  |
| Richard III 1027-1028                                      | Richard III 1027-1028                                      | Richard III 1027-1028                                      | Richard III 1027-1028                                      | Richard III 1027-1028                                                               | Richard III 1027-1028                                                               |                                                                                     |                                                                                     | Robert le Magnifique 1028-1035 avec Arlette                                         | Robert le Magnifique 1028-1035 avec Arlette                                         | Robert le Magnifique 1028-1035 avec Arlette                               | Robert le Magnifique 1028-1035 avec Arlette                               | Robert le Magnifique 1028-1035 avec Arlette                               | Robert le Magnifique 1028-1035 avec Arlette                               |                                                                          |                                                                          | Adelize ép. le comte de Bourgogne                                        | Adelize ép. le comte de Bourgogne                                        | Adelize ép. le comte de Bourgogne                      | Adelize ép. le comte de Bourgogne                      | Adelize ép. le comte de Bourgogne                                               | Adelize ép. le comte de Bourgogne                                               |                                                                                 |                                                                                 | Guillaume d'Arques                                                              | Guillaume d'Arques                                                              | Guillaume d'Arques                                    | Guillaume d'Arques                                    | Guillaume d'Arques                                    | Guillaume d'Arques                                    |                                   |                                   | Mauger archevêque de Rouen         | Mauger archevêque de Rouen         | Mauger archevêque de Rouen         | Mauger archevêque de Rouen         | Mauger archevêque de Rouen         | Mauger archevêque de Rouen         |                                  |                                  | Édouard le Confesseur                            | Édouard le Confesseur                            | Édouard le Confesseur                            | Édouard le Confesseur                            | Édouard le Confesseur                            | Édouard le Confesseur                            |  |  |  |  |  |  |  |  |  |  |  |  |  |  |  |  |  |  |  |  |  |  |  |  |  |  |  |  |  |  |  |  |  |  |  |  |  |  |  |  |  |  |
| Richard III 1027-1028                                      | Richard III 1027-1028                                      | Richard III 1027-1028                                      | Richard III 1027-1028                                      | Richard III 1027-1028                                                               | Richard III 1027-1028                                                               |                                                                                     |                                                                                     | Robert le Magnifique 1028-1035 avec Arlette                                         | Robert le Magnifique 1028-1035 avec Arlette                                         | Robert le Magnifique 1028-1035 avec Arlette                               | Robert le Magnifique 1028-1035 avec Arlette                               | Robert le Magnifique 1028-1035 avec Arlette                               | Robert le Magnifique 1028-1035 avec Arlette                               |                                                                          |                                                                          | Adelize ép. le comte de Bourgogne                                        | Adelize ép. le comte de Bourgogne                                        | Adelize ép. le comte de Bourgogne                      | Adelize ép. le comte de Bourgogne                      | Adelize ép. le comte de Bourgogne                                               | Adelize ép. le comte de Bourgogne                                               |                                                                                 |                                                                                 | Guillaume d'Arques                                                              | Guillaume d'Arques                                                              | Guillaume d'Arques                                    | Guillaume d'Arques                                    | Guillaume d'Arques                                    | Guillaume d'Arques                                    |                                   |                                   | Mauger archevêque de Rouen         | Mauger archevêque de Rouen         | Mauger archevêque de Rouen         | Mauger archevêque de Rouen         | Mauger archevêque de Rouen         | Mauger archevêque de Rouen         |                                  |                                  | Édouard le Confesseur                            | Édouard le Confesseur                            | Édouard le Confesseur                            | Édouard le Confesseur                            | Édouard le Confesseur                            | Édouard le Confesseur                            |  |  |  |  |  |  |  |  |  |  |  |  |  |  |  |  |  |  |  |  |  |  |  |  |  |  |  |  |  |  |  |  |  |  |  |  |  |  |  |  |  |  |
|                                                            |                                                            |                                                            |                                                            |                                                                                     |                                                                                     |                                                                                     |                                                                                     | Guillaume le Bâtard ou le Conquérant 1035-1087 épouse Mathilde de Flandre           | Guillaume le Bâtard ou le Conquérant 1035-1087 épouse Mathilde de Flandre           | Guillaume le Bâtard ou le Conquérant 1035-1087 épouse Mathilde de Flandre | Guillaume le Bâtard ou le Conquérant 1035-1087 épouse Mathilde de Flandre | Guillaume le Bâtard ou le Conquérant 1035-1087 épouse Mathilde de Flandre | Guillaume le Bâtard ou le Conquérant 1035-1087 épouse Mathilde de Flandre |                                                                          |                                                                          | Guy de Bourgogne comte de Brionne                                        | Guy de Bourgogne comte de Brionne                                        | Guy de Bourgogne comte de Brionne                      | Guy de Bourgogne comte de Brionne                      | Guy de Bourgogne comte de Brionne                                               | Guy de Bourgogne comte de Brionne                                               |                                                                                 |                                                                                 |                                                                                 |                                                                                 |                                                       |                                                       |                                                       |                                                       |                                   |                                   |                                    |                                    |                                    |                                    |                                    |                                    |                                  |                                  |                                                  |                                                  |                                                  |                                                  |                                                  |                                                  |  |  |  |  |  |  |  |  |  |  |  |  |  |  |  |  |  |  |  |  |  |  |  |  |  |  |  |  |  |  |  |  |  |  |  |  |  |  |  |  |  |  |
|                                                            |                                                            |                                                            |                                                            |                                                                                     |                                                                                     |                                                                                     |                                                                                     | Guillaume le Bâtard ou le Conquérant 1035-1087 épouse Mathilde de Flandre           | Guillaume le Bâtard ou le Conquérant 1035-1087 épouse Mathilde de Flandre           | Guillaume le Bâtard ou le Conquérant 1035-1087 épouse Mathilde de Flandre | Guillaume le Bâtard ou le Conquérant 1035-1087 épouse Mathilde de Flandre | Guillaume le Bâtard ou le Conquérant 1035-1087 épouse Mathilde de Flandre | Guillaume le Bâtard ou le Conquérant 1035-1087 épouse Mathilde de Flandre |                                                                          |                                                                          | Guy de Bourgogne comte de Brionne                                        | Guy de Bourgogne comte de Brionne                                        | Guy de Bourgogne comte de Brionne                      | Guy de Bourgogne comte de Brionne                      | Guy de Bourgogne comte de Brionne                                               | Guy de Bourgogne comte de Brionne                                               |                                                                                 |                                                                                 |                                                                                 |                                                                                 |                                                       |                                                       |                                                       |                                                       |                                   |                                   |                                    |                                    |                                    |                                    |                                    |                                    |                                  |                                  |                                                  |                                                  |                                                  |                                                  |                                                  |                                                  |  |  |  |  |  |  |  |  |  |  |  |  |  |  |  |  |  |  |  |  |  |  |  |  |  |  |  |  |  |  |  |  |  |  |  |  |  |  |  |  |  |  |
|                                                            |                                                            |                                                            |                                                            |                                                                                     |                                                                                     |                                                                                     |                                                                                     |                                                                                     |                                                                                     |                                                                           |                                                                           |                                                                           |                                                                           |                                                                          |                                                                          |                                                                          |                                                                          |                                                        |                                                        |                                                                                 |                                                                                 |                                                                                 |                                                                                 |                                                                                 |                                                                                 |                                                       |                                                       |                                                       |                                                       |                                   |                                   |                                    |                                    |                                    |                                    |                                    |                                    |                                  |                                  |                                                  |                                                  |                                                  |                                                  |                                                  |                                                  |  |  |  |  |  |  |  |  |  |  |  |  |  |  |  |  |  |  |  |  |  |  |  |  |  |  |  |  |  |  |  |  |  |  |  |  |  |  |  |  |  |  |
| Robert Courteheuse 1087-1106 † 1134                        | Robert Courteheuse 1087-1106 † 1134                        | Robert Courteheuse 1087-1106 † 1134                        | Robert Courteheuse 1087-1106 † 1134                        | Robert Courteheuse 1087-1106 † 1134                                                 | Robert Courteheuse 1087-1106 † 1134                                                 |                                                                                     |                                                                                     | Guillaume le Roux roi d'Angleterre 1087-110                                         | Guillaume le Roux roi d'Angleterre 1087-110                                         | Guillaume le Roux roi d'Angleterre 1087-110                               | Guillaume le Roux roi d'Angleterre 1087-110                               | Guillaume le Roux roi d'Angleterre 1087-110                               | Guillaume le Roux roi d'Angleterre 1087-110                               |                                                                          |                                                                          | Henri Ier Beauclerc 1106-1135 épouse Mathilde d'Écosse                   | Henri Ier Beauclerc 1106-1135 épouse Mathilde d'Écosse                   | Henri Ier Beauclerc 1106-1135 épouse Mathilde d'Écosse | Henri Ier Beauclerc 1106-1135 épouse Mathilde d'Écosse | Henri Ier Beauclerc 1106-1135 épouse Mathilde d'Écosse                          | Henri Ier Beauclerc 1106-1135 épouse Mathilde d'Écosse                          |                                                                                 |                                                                                 | Adèle ép. Étienne de Blois roi d'Angleterre 1135-1154                           | Adèle ép. Étienne de Blois roi d'Angleterre 1135-1154                           | Adèle ép. Étienne de Blois roi d'Angleterre 1135-1154 | Adèle ép. Étienne de Blois roi d'Angleterre 1135-1154 | Adèle ép. Étienne de Blois roi d'Angleterre 1135-1154 | Adèle ép. Étienne de Blois roi d'Angleterre 1135-1154 |                                   |                                   |                                    |                                    |                                    |                                    |                                    |                                    |                                  |                                  |                                                  |                                                  |                                                  |                                                  |                                                  |                                                  |  |  |  |  |  |  |  |  |  |  |  |  |  |  |  |  |  |  |  |  |  |  |  |  |  |  |  |  |  |  |  |  |  |  |  |  |  |  |  |  |  |  |
| Robert Courteheuse 1087-1106 † 1134                        | Robert Courteheuse 1087-1106 † 1134                        | Robert Courteheuse 1087-1106 † 1134                        | Robert Courteheuse 1087-1106 † 1134                        | Robert Courteheuse 1087-1106 † 1134                                                 | Robert Courteheuse 1087-1106 † 1134                                                 |                                                                                     |                                                                                     | Guillaume le Roux roi d'Angleterre 1087-110                                         | Guillaume le Roux roi d'Angleterre 1087-110                                         | Guillaume le Roux roi d'Angleterre 1087-110                               | Guillaume le Roux roi d'Angleterre 1087-110                               | Guillaume le Roux roi d'Angleterre 1087-110                               | Guillaume le Roux roi d'Angleterre 1087-110                               |                                                                          |                                                                          | Henri Ier Beauclerc 1106-1135 épouse Mathilde d'Écosse                   | Henri Ier Beauclerc 1106-1135 épouse Mathilde d'Écosse                   | Henri Ier Beauclerc 1106-1135 épouse Mathilde d'Écosse | Henri Ier Beauclerc 1106-1135 épouse Mathilde d'Écosse | Henri Ier Beauclerc 1106-1135 épouse Mathilde d'Écosse                          | Henri Ier Beauclerc 1106-1135 épouse Mathilde d'Écosse                          |                                                                                 |                                                                                 | Adèle ép. Étienne de Blois roi d'Angleterre 1135-1154                           | Adèle ép. Étienne de Blois roi d'Angleterre 1135-1154                           | Adèle ép. Étienne de Blois roi d'Angleterre 1135-1154 | Adèle ép. Étienne de Blois roi d'Angleterre 1135-1154 | Adèle ép. Étienne de Blois roi d'Angleterre 1135-1154 | Adèle ép. Étienne de Blois roi d'Angleterre 1135-1154 |                                   |                                   |                                    |                                    |                                    |                                    |                                    |                                    |                                  |                                  |                                                  |                                                  |                                                  |                                                  |                                                  |                                                  |  |  |  |  |  |  |  |  |  |  |  |  |  |  |  |  |  |  |  |  |  |  |  |  |  |  |  |  |  |  |  |  |  |  |  |  |  |  |  |  |  |  |
|                                                            |                                                            |                                                            |                                                            |                                                                                     |                                                                                     |                                                                                     |                                                                                     |                                                                                     |                                                                                     |                                                                           |                                                                           |                                                                           |                                                                           |                                                                          |                                                                          |                                                                          |                                                                          |                                                        |                                                        |                                                                                 |                                                                                 |                                                                                 |                                                                                 |                                                                                 |                                                                                 |                                                       |                                                       |                                                       |                                                       |                                   |                                   |                                    |                                    |                                    |                                    |                                    |                                    |                                  |                                  |                                                  |                                                  |                                                  |                                                  |                                                  |                                                  |  |  |  |  |  |  |  |  |  |  |  |  |  |  |  |  |  |  |  |  |  |  |  |  |  |  |  |  |  |  |  |  |  |  |  |  |  |  |  |  |  |  |
| Guillaume Cliton † 1128                                    | Guillaume Cliton † 1128                                    | Guillaume Cliton † 1128                                    | Guillaume Cliton † 1128                                    | Guillaume Cliton † 1128                                                             | Guillaume Cliton † 1128                                                             |                                                                                     |                                                                                     |                                                                                     |                                                                                     |                                                                           |                                                                           | Guillaume Adelin † 1120                                                   | Guillaume Adelin † 1120                                                   | Guillaume Adelin † 1120                                                  | Guillaume Adelin † 1120                                                  | Guillaume Adelin † 1120                                                  | Guillaume Adelin † 1120                                                  |                                                        |                                                        | Mathilde l'Emperesse ép. Henri V d'Allemagne ép. Geoffroy Plantagenêt 1144-1150 | Mathilde l'Emperesse ép. Henri V d'Allemagne ép. Geoffroy Plantagenêt 1144-1150 | Mathilde l'Emperesse ép. Henri V d'Allemagne ép. Geoffroy Plantagenêt 1144-1150 | Mathilde l'Emperesse ép. Henri V d'Allemagne ép. Geoffroy Plantagenêt 1144-1150 | Mathilde l'Emperesse ép. Henri V d'Allemagne ép. Geoffroy Plantagenêt 1144-1150 | Mathilde l'Emperesse ép. Henri V d'Allemagne ép. Geoffroy Plantagenêt 1144-1150 |                                                       |                                                       |                                                       |                                                       |                                   |                                   |                                    |                                    |                                    |                                    |                                    |                                    |                                  |                                  |                                                  |                                                  |                                                  |                                                  |                                                  |                                                  |  |  |  |  |  |  |  |  |  |  |  |  |  |  |  |  |  |  |  |  |  |  |  |  |  |  |  |  |  |  |  |  |  |  |  |  |  |  |  |  |  |  |
| Guillaume Cliton † 1128                                    | Guillaume Cliton † 1128                                    | Guillaume Cliton † 1128                                    | Guillaume Cliton † 1128                                    | Guillaume Cliton † 1128                                                             | Guillaume Cliton † 1128                                                             |                                                                                     |                                                                                     |                                                                                     |                                                                                     |                                                                           |                                                                           | Guillaume Adelin † 1120                                                   | Guillaume Adelin † 1120                                                   | Guillaume Adelin † 1120                                                  | Guillaume Adelin † 1120                                                  | Guillaume Adelin † 1120                                                  | Guillaume Adelin † 1120                                                  |                                                        |                                                        | Mathilde l'Emperesse ép. Henri V d'Allemagne ép. Geoffroy Plantagenêt 1144-1150 | Mathilde l'Emperesse ép. Henri V d'Allemagne ép. Geoffroy Plantagenêt 1144-1150 | Mathilde l'Emperesse ép. Henri V d'Allemagne ép. Geoffroy Plantagenêt 1144-1150 | Mathilde l'Emperesse ép. Henri V d'Allemagne ép. Geoffroy Plantagenêt 1144-1150 | Mathilde l'Emperesse ép. Henri V d'Allemagne ép. Geoffroy Plantagenêt 1144-1150 | Mathilde l'Emperesse ép. Henri V d'Allemagne ép. Geoffroy Plantagenêt 1144-1150 |                                                       |                                                       |                                                       |                                                       |                                   |                                   |                                    |                                    |                                    |                                    |                                    |                                    |                                  |                                  |                                                  |                                                  |                                                  |                                                  |                                                  |                                                  |  |  |  |  |  |  |  |  |  |  |  |  |  |  |  |  |  |  |  |  |  |  |  |  |  |  |  |  |  |  |  |  |  |  |  |  |  |  |  |  |  |  |
|                                                            |                                                            |                                                            |                                                            |                                                                                     |                                                                                     |                                                                                     |                                                                                     |                                                                                     |                                                                                     |                                                                           |                                                                           |                                                                           |                                                                           |                                                                          |                                                                          |                                                                          |                                                                          |                                                        |                                                        | Henri II Plantagenêt 1150-1189 épouse Aliénor d'Aquitaine                       |                                                                                 |                                                                                 |                                                                                 |                                                                                 |                                                                                 |                                                       |                                                       |                                                       |                                                       |                                   |                                   |                                    |                                    |                                    |                                    |                                    |                                    |                                  |                                  |                                                  |                                                  |                                                  |                                                  |                                                  |                                                  |  |  |  |  |  |  |  |  |  |  |  |  |  |  |  |  |  |  |  |  |  |  |  |  |  |  |  |  |  |  |  |  |  |  |  |  |  |  |  |  |  |  |
|                                                            |                                                            |                                                            |                                                            |                                                                                     |                                                                                     |                                                                                     |                                                                                     |                                                                                     |                                                                                     |                                                                           |                                                                           |                                                                           |                                                                           |                                                                          |                                                                          |                                                                          |                                                                          |                                                        |                                                        |                                                                                 |                                                                                 |                                                                                 |                                                                                 |                                                                                 |                                                                                 |                                                       |                                                       |                                                       |                                                       |                                   |                                   |                                    |                                    |                                    |                                    |                                    |                                    |                                  |                                  |                                                  |                                                  |                                                  |                                                  |                                                  |                                                  |  |  |  |  |  |  |  |  |  |  |  |  |  |  |  |  |  |  |  |  |  |  |  |  |  |  |  |  |  |  |  |  |  |  |  |  |  |  |  |  |  |  |
|                                                            |                                                            |                                                            |                                                            |                                                                                     |                                                                                     |                                                                                     |                                                                                     |                                                                                     |                                                                                     |                                                                           |                                                                           |                                                                           |                                                                           |                                                                          |                                                                          |                                                                          |                                                                          |                                                        |                                                        |                                                                                 |                                                                                 |                                                                                 |                                                                                 |                                                                                 |                                                                                 |                                                       |                                                       |                                                       |                                                       |                                   |                                   |                                    |                                    |                                    |                                    |                                    |                                    |                                  |                                  |                                                  |                                                  |                                                  |                                                  |                                                  |                                                  |  |  |  |  |  |  |  |  |  |  |  |  |  |  |  |  |  |  |  |  |  |  |  |  |  |  |  |  |  |  |  |  |  |  |  |  |  |  |  |  |  |  |
|                                                            |                                                            |                                                            |                                                            |                                                                                     |                                                                                     |                                                                                     |                                                                                     |                                                                                     |                                                                                     |                                                                           |                                                                           | Henri le Jeune † 1183                                                     | Henri le Jeune † 1183                                                     | Henri le Jeune † 1183                                                    | Henri le Jeune † 1183                                                    | Henri le Jeune † 1183                                                    | Henri le Jeune † 1183                                                    |                                                        |                                                        | Richard Cœur de Lion 1189-1199                                                  | Richard Cœur de Lion 1189-1199                                                  | Richard Cœur de Lion 1189-1199                                                  | Richard Cœur de Lion 1189-1199                                                  | Richard Cœur de Lion 1189-1199                                                  | Richard Cœur de Lion 1189-1199                                                  |                                                       |                                                       | Geoffroy comte de Bretagne † 1186                     | Geoffroy comte de Bretagne † 1186                     | Geoffroy comte de Bretagne † 1186 | Geoffroy comte de Bretagne † 1186 | Geoffroy comte de Bretagne † 1186  | Geoffroy comte de Bretagne † 1186  |                                    |                                    | Jean sans Terre 1199-1204 † 1216   | Jean sans Terre 1199-1204 † 1216   | Jean sans Terre 1199-1204 † 1216 | Jean sans Terre 1199-1204 † 1216 | Jean sans Terre 1199-1204 † 1216                 | Jean sans Terre 1199-1204 † 1216                 |                                                  |                                                  |                                                  |                                                  |  |  |  |  |  |  |  |  |  |  |  |  |  |  |  |  |  |  |  |  |  |  |  |  |  |  |  |  |  |  |  |  |  |  |  |  |  |  |  |  |  |  |
|                                                            |                                                            |                                                            |                                                            |                                                                                     |                                                                                     |                                                                                     |                                                                                     |                                                                                     |                                                                                     |                                                                           |                                                                           | Henri le Jeune † 1183                                                     | Henri le Jeune † 1183                                                     | Henri le Jeune † 1183                                                    | Henri le Jeune † 1183                                                    | Henri le Jeune † 1183                                                    | Henri le Jeune † 1183                                                    |                                                        |                                                        | Richard Cœur de Lion 1189-1199                                                  | Richard Cœur de Lion 1189-1199                                                  | Richard Cœur de Lion 1189-1199                                                  | Richard Cœur de Lion 1189-1199                                                  | Richard Cœur de Lion 1189-1199                                                  | Richard Cœur de Lion 1189-1199                                                  |                                                       |                                                       | Geoffroy comte de Bretagne † 1186                     | Geoffroy comte de Bretagne † 1186                     | Geoffroy comte de Bretagne † 1186 | Geoffroy comte de Bretagne † 1186 | Geoffroy comte de Bretagne † 1186  | Geoffroy comte de Bretagne † 1186  |                                    |                                    | Jean sans Terre 1199-1204 † 1216   | Jean sans Terre 1199-1204 † 1216   | Jean sans Terre 1199-1204 † 1216 | Jean sans Terre 1199-1204 † 1216 | Jean sans Terre 1199-1204 † 1216                 | Jean sans Terre 1199-1204 † 1216                 |                                                  |                                                  |                                                  |                                                  |  |  |  |  |  |  |  |  |  |  |  |  |  |  |  |  |  |  |  |  |  |  |  |  |  |  |  |  |  |  |  |  |  |  |  |  |  |  |  |  |  |  |
|                                                            |                                                            |                                                            |                                                            |                                                                                     |                                                                                     |                                                                                     |                                                                                     |                                                                                     |                                                                                     |                                                                           |                                                                           |                                                                           |                                                                           |                                                                          |                                                                          |                                                                          |                                                                          |                                                        |                                                        |                                                                                 |                                                                                 |                                                                                 |                                                                                 |                                                                                 |                                                                                 |                                                       |                                                       | Arthur de Bretagne † 1203                             |                                                       |                                   |                                   |                                    |                                    |                                    |                                    |                                    |                                    |                                  |                                  |                                                  |                                                  |                                                  |                                                  |                                                  |                                                  |  |  |  |  |  |  |  |  |  |  |  |  |  |  |  |  |  |  |  |  |  |  |  |  |  |  |  |  |  |  |  |  |  |  |  |  |  |  |  |  |  |  |

### Maison de Valois(1332-1469)
À partir de 1204, la partie continentale du duché de Normandie retourne à la Couronne de France.
Sous les Valois, le duché de Normandie fut parfois attribué à l'héritier du trône de France ou à un fils de roi de France :
| Rang | Portrait | Nom                     | Règne       | Autres titres                                                 | Épouse                                                                      |
| ---- | -------- | ----------------------- | ----------- | ------------------------------------------------------------- | --------------------------------------------------------------------------- |
| 16   |          | Jean II (1319-1364)     | 1332 — 1350 | - Roi de France (1350-1364)                                   | - Bonne de Luxembourg (de 1332 à 1349) - Jeanne d'Auvergne (de 1350 à 1360) |
| 17   |          | Charles Ier (1338-1380) | 1355 — 1364 | - Dauphin de Viennois (1349-1364) - Roi de France (1364-1380) | - Jeanne de Bourbon (de 1350 à 1378)                                        |
| 18   |          | Charles II (1446-1472)  | 1465 — 1469 | - Duc de Berry (1461-1472) - Duc de Guyenne (1469-1472)       | aucune                                                                      |

### Maison de Bourbon(1785-1789)
| Rang | Portrait | Nom                    | Règne       | Autres titres                                                                               | Épouse |
| ---- | -------- | ---------------------- | ----------- | ------------------------------------------------------------------------------------------- | ------ |
| 19   |          | Louis XVII (1785-1795) | 1785 — 1789 | - Dauphin de France (1789-1791) - Prétendant aux trônes de France et de Navarre (1793-1795) | aucune |

## Îles Anglo-Normandes
| Rang | Portrait | Nom                  | Règne       | Autres titres | Épouse                                 |
| ---- | -------- | -------------------- | ----------- | --- | -------------------------------------- |
| 1    |          | Henri V (1386-1422)  | 1418 — 1422 | - Prince de Galles et duc de Lancastre (1399-1413) - Duc d'Aquitaine (1399-1422) - Roi d'Angleterre et seigneur d'Irlande (1413-1422)                      | - Catherine de Valois (de 1420 à 1422) |
| 2    |          | Henri VI (1421-1471) | 1422 — 1450 | - Duc de Cornouailles (1421-1422) - Roi d'Angleterre et seigneur d'Irlande (1422-1461, 1470-1471) - Roi de France et duc d'Aquitaine (contesté, 1422-1453) | - Marguerite d'Anjou (de 1445 à 1471)  |

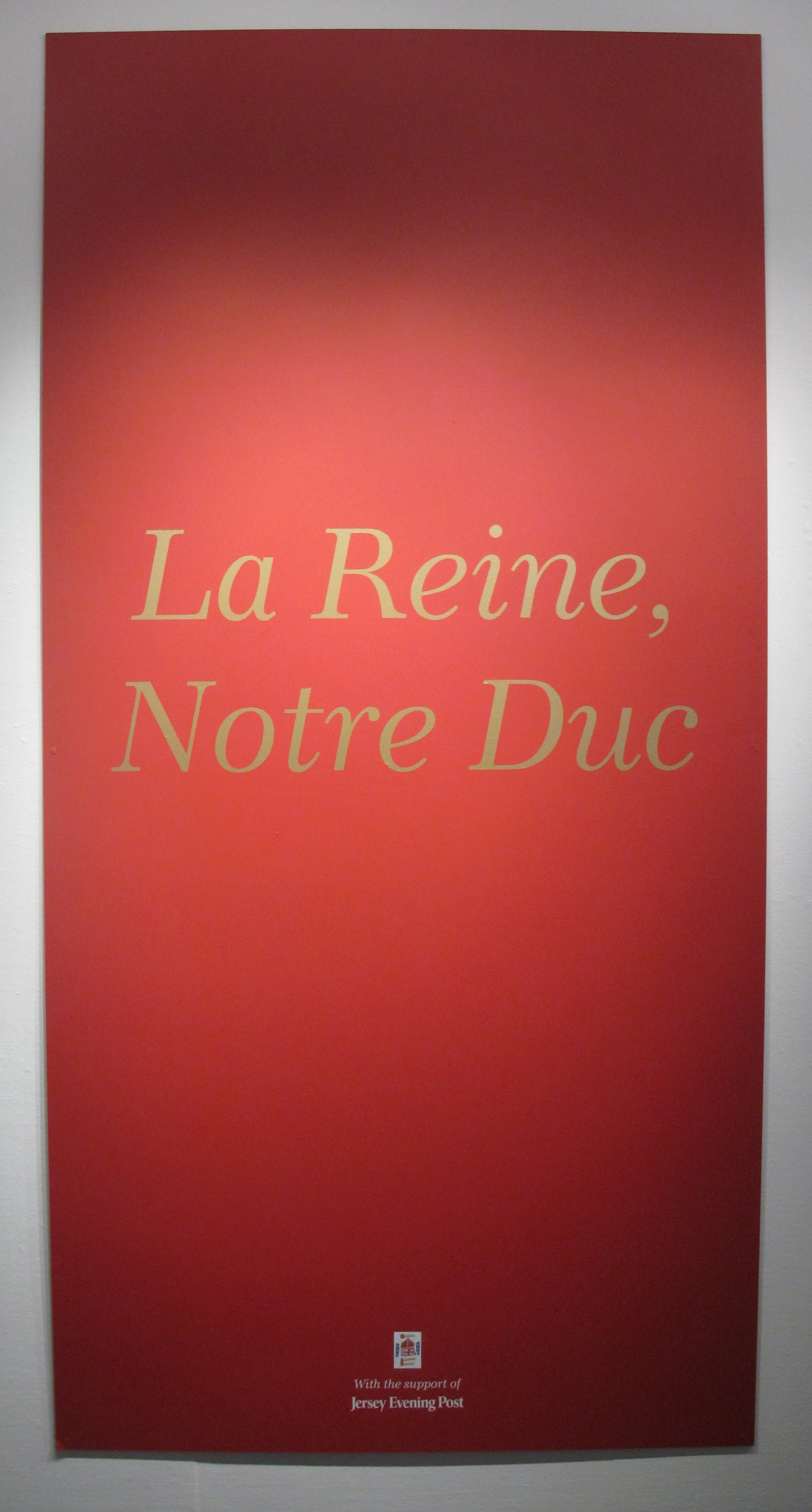
« La Reine, Notre Duc » : titre d'une exposition au Jersey Arts Centre à l'occasion du Jubilé de Diamant.

Les îles Anglo-Normandes étant restées jusqu'à nos jours dépendances de la Couronne britannique, les rois d'Angleterre puis de Grande-Bretagne et du Royaume-Uni continuent à porter le titre de « duc de Normandie » de manière symbolique (de la même façon qu'ils portaient notamment le titre de « roi de France » jusqu'en 1801 et écartelaient leur blason des pleines armes de France sans brisure jusqu'en 1801 également).
Le titre masculin « duc » est également employé par les reines, car la reine Victoria l'estimait supérieur au titre de duchesse. Aussi, les insulaires nommaient de manière informelle la reine Élisabeth II : « La Reine, Notre Duc ». À la mort de la reine Élisabeth II, le 8 septembre 2022, Charles III devient à son tour le nouveau duc de Normandie.